# Guerny
 Guerny  là một xã thuộc tỉnh Eure trong vùng Normandie miền bắc nước Pháp.